# Glad Rag Doll
Glad Rag Doll – jedenasty album kanadyjskiej pianistki jazzowej i wokalistki Diany Krall wydany w roku 2012 nakładem Verve Records.
Album osiągnął status złotej płyty w Polsce.

## Lista utworów
Według źródła:
1. „We Just Couldn’t Say Goodbye”
2. „There Ain’t No Sweet Man That’s Worth the Salt of My Tears”
3. „Just Like a Butterfly That’s Caught in the Rain”
4. „Glad Rag Doll”
5. „I’m a Little Mixed Up”
6. „Prairie Lullaby”
7. „Here Lies Love”
8. „I Used to Love You But It’s All Over Now”
9. „Let It Rain”
10. „Wide River to Cross”
11. „When the Curtain Comes Down”

## Twórcy
- Diana Krall – fortepian, wokal
- Marc Ribot – gitara elektryczna, gitara akustyczna, banjo
- Keefus Ciancia – instrument klawiszowy
- Jay Bellerose – perkusja